# Deinopa biligula
Deinopa biligula là một loài bướm đêm trong họ Erebidae.